# Berg en Dal
Berg en Dal – gmina i miasto w prowincji Geldria, we wschodniej Holandii. Według danych na rok 2021 miasto zamieszkiwało 35 008 osób, a gęstość zaludnienia wyniosła 405,6 os./km².

## Miejscowości
W Berg en Dal znajduje się 27 miejscowości:
| - Beek - Breedeweg - Colonjes - De Horst - De Kamp - De Vlietberg - Erlecom | - Grafwegen - Groenlanden - Groesbeek - Haukes - Heikant - Heilig Landstichting - Holdeurn | - Kekerdom - Leuth - Meerwijk - Millingen aan de Rijn - Ooij - Persingen - Plak | - Tiengeboden - Ubbergen - Valkenlaagte - Wercheren - Wyler - Zeeland |

## Klimat
Klimat jest morski. Średnia temperatura wynosi 9 °C. Najcieplejszym miesiącem jest czerwiec (18 °C), a najzimniejszym miesiącem jest styczeń (0 °C).